# 泰斯托·康阿斯涅米
泰斯托·康阿斯涅米（芬蘭語：Taisto Kangasniemi，1924年4月2日—1997年10月31日），芬兰男子摔跤运动员。他曾代表芬兰参加1948年、1952年、1956年和1964年夏季奥林匹克运动会摔跤比赛，获得一枚铜牌。